# Herbert Raab
| Entdeckte Asteroiden: 4                                      | Entdeckte Asteroiden: 4 | Entdeckte Asteroiden: 4 |
| ------------------------------------------------------------ | ----------------------- | ----------------------- |
| Nummer und Name                                              | Entdeckungsdatum        |                         |
| (9097) Davidschlag 1 2                                       | 14. Jänner 1996         |                         |
| (9119) Georgpeuerbach 1 2                                    | 18. Februar 1998        |                         |
| (13682) Pressberger1                                         | 10. August 1997         |                         |
| (175730) Gramastetten1 2                                     | 18. Februar 1998        |                         |
| [1] zusammen mit Erich Meyer [2] zusammen mit Erwin Obermair |                         |                         |

Herbert Raab (* 24. Jänner 1969 in Linz) ist ein österreichischer Informatiker, Amateurastronom und Asteroidenentdecker.

## Leben
Raab studierte Informatik an der Johannes Kepler Universität Linz und schloss das Studium 1995 als Diplomingenieur ab. Im Jahr 2012 graduierte er zum Master of Science im Universitätslehrgang Management for Engineers an der LIMAK Austrian Business School, wo er 2013 auch den Master of Business Administration absolvierte. Beruflich ist er als Softwareingenieur im Bereich kaufmännischer Software tätig.
Er trat 1983 der Linzer Astronomischen Gemeinschaft bei, von 1996 bis 2017 war er Obmann dieses Vereins und Leiter der Johannes-Kepler-Sternwarte Linz. Ab 1990 entwickelte er die verbreitete Software Astrometrica, die zur astrometrischen und photometrischen Auswertung von Aufnahmen von Asteroiden und Kometen eingesetzt wird. Zu seinen bedeutendsten Beobachtungen zählen präzise Positionsbestimmungen des Kometen Shoemaker-Levy 9, die er 1993 gemeinsam mit Erich Meyer und Erwin Obermair gewinnen konnte und die wesentlich dazu beigetragen haben, den späteren Impakt dieses Kometen auf dem Planeten Jupiter vorherzusagen.
Am 10. August 1997 entdeckte er gemeinsam mit Erich Meyer an der Privatsternwarte Meyer/Obermair in Davidschlag den Asteroiden (13682) Pressberger. Darüber hinaus war er an drei weiteren Asteroidenentdeckungen beteiligt, die von der Internationalen Astronomischen Union der Sternwarte Davidschlag zugesprochen wurden. Anlässlich der Bedeckung des Sterns HIP 76293 durch den Asteroiden (1177) Gonnessia am 18. Mai 2007 entdeckte Raab, dass es sich bei dem Stern um einen engen Doppelstern handelt, dessen Komponenten einen Abstand von nur 0,04" haben.
Rund um den 250. Jahrestag des Meteoritenfalls von Mauerkirchen veröffentlichte Raab mehrere Arbeiten zu dessen Geschichte. Darüber hinaus ist er auch Mitautor des Astronomischen Almanachs für Österreich.

## Auszeichnungen
Der Asteroid (3184) Raab wurde im Mai 1996 auf Vorschlag von Brian Marsden und Gareth Vaughan Williams nach ihm benannt. Am 4. April 1997 wurde ihm die Goldene Medaille für Verdienste um die Republik Österreich verliehen.